# Florian Baak
Florian Baak (Berlin, 1999. március 18. –) német utánpótlás-válogatott labdarúgó, a Winterthur játékosa.

## Pályafutása

### Klubcsapatokban
2005-ben a Reinickendorfer Füchse csapatától került a Hertha BSC akadémiájára. 2016. október 2-án mutatkozott be a második csapatban az FSV Union Fürstenwaldeg elleni bajnoki mérkőzésen. 2017. április 29-én debütált az első csapatban a Werder Bremen elleni bajnoki mérkőzésen, a 86. percben Peter Pekarík cseréjeként. Május 13-án második alkalommal lépett pályára a Bundesligában, az SV Darmstadt 98 ellen a 82. percben váltotta Niklas Starkot. 2018. szeptember 12-én a Hertha BSC II-ben első gólját szerezte meg az Union Fürstenwaldeg ellen. 2020. október 2-án aláírt a svájci Winterthur csapatához.

### A válogatottban
Részt vett a 2016-os U17-es labdarúgó-Európa-bajnokságon, ahol az elődöntőben Spanyolország ellen 2–1-re kaptak ki.

## Statisztika
2020. augusztus 23-i állapot szerint.
| Klub          | Szezon   | Bajnokság | Bajnokság | Kupa  | Kupa | Nemzetközi | Nemzetközi | Összesen | Összesen |
| Klub          | Szezon   | Mérk.     | Gól       | Mérk. | Gól  | Mérk.      | Gól        | Mérk.    | Gól      |
| ------------- | -------- | --------- | --------- | ----- | ---- | ---------- | ---------- | -------- | -------- |
| Hertha BSC    | 2016–17  | 2         | 0         | 0     | 0    | -          | -          | 2        | 0        |
| Hertha BSC    | 2017–18  | 0         | 0         | 0     | 0    | -          | -          | 0        | 0        |
| Hertha BSC    | 2018–19  | 1         | 0         | 0     | 0    | -          | -          | 1        | 0        |
| Hertha BSC    | 2019–20  | 0         | 0         | 0     | 0    | -          | -          | 0        | 0        |
| Hertha BSC    | Összesen | 3         | 0         | 0     | 0    | 0          | 0          | 3        | 0        |
| Hertha BSC II | 2016–17  | 4         | 0         | 0     | 0    | -          | -          | 4        | 0        |
| Hertha BSC II | 2017–18  | 3         | 0         | 0     | 0    | -          | -          | 3        | 0        |
| Hertha BSC II | 2018–19  | 21        | 5         | 0     | 0    | -          | -          | 21       | 5        |
| Hertha BSC II | 2019–20  | 18        | 0         | 0     | 0    | -          | -          | 18       | 0        |
| Hertha BSC II | 2020–21  | 2         | 0         | 0     | 0    | -          | -          | 2        | 0        |
| Hertha BSC II | Összesen | 48        | 5         | 0     | 0    | 0          | 0          | 48       | 5        |
| Összesen      | Összesen | 51        | 5         | 0     | 0    | 0          | 0          | 51       | 5        |